# کوژه لاسکی
کوژه لاسکی (به لهستانی:  Kozie Laski) یک روستا در لهستان است که در گمینا نوو تومشل واقع شده‌است.
 کوژه لاسکی  ۱۸۳ نفر جمعیت دارد.